# Passiflora arida
Passiflora arida (Mast. & Rose) Killip – gatunek rośliny z rodziny męczennicowatych (Passifloraceae Juss. ex Kunth in Humb.). Występuje endemicznie w stanie Sonora w północno-zachodnim Meksyku. 

## Morfologia
PokrójZdrewniałe, trwałe, owłosione liany.
LiścieBlaszka liściowa ma 3- lub 5-klapowany kształt. Mają 7 cm długości oraz 4–8 cm szerokości. Brzegi są całobrzegie. Wierzchołek jest tępy lub ostry. Ogonek liściowy jest owłosiony i ma długość 5–35 mm. Przylistki są półpierścieniowe.
KwiatyPojedyncze. Działki kielicha są owalnie lancetowate, białawe, mają 1,5 cm długości. Płatki są podłużne, białe, mają 1,5 cm długości. Przykoronek ułożony jest w sześciu rzędach, może mieć barwę od białej aż po niebieskofioletową, ma 1–20 mm długości.
OwoceSą jajowatego kształtu. Mają 3,5–4 cm długości i 3 cm średnicy.